# Ištup-ilum
Ištup-ilum war ein Herrscher von Mari. Er regierte vermutlich während der Ur-III-Zeit. Er ist durch eine Statuette bezeugt. Daneben existieren von ihm mehrere Inschriften, die Tempelbautätigkeiten bezeugen.